# Sergio Sayas
Sergio Sayas López (Buñuel, Navarra, 6 de julio de 1979) es un filólogo y político español que, hasta 2022, pertenecía al partido Unión del Pueblo Navarro, por el que fue diputado por Navarra en las xiii y xiv legislaturas. Desde agosto de 2023, es diputado del Partido Popular para la xv legislatura.

## Biografía
Licenciado en Filología Hispánica por la Universidad de Navarra, comenzó desde joven en las filas de Unión del Pueblo Navarro, siendo elegido en las elecciones municipales como concejal por UPN para el Ayuntamiento de Berriozar, en el que estuvo entre 2003 y 2011, llegando a ser cabeza de lista en los comicios de 2007. Dentro del partido también fue parte de su organización juvenil, Juventudes Navarras, la cual además presidió entre 2006 y 2010.
En 2007, en las elecciones al Parlamento de Navarra formó parte de la lista electoral que lideró Miguel Sanz, siendo elegido diputado autonómico en las mismas, manteniéndose en la institución hasta 2019, momento en que decidió presentarse a las primarias por UPN para dar el salto a la política nacional. Tras la firma del acuerdo entre UPN, Ciudadanos y Partido Popular de Navarra para formar la coalición electoral de Navarra Suma, Sayas fue elegido cabeza de lista por Navarra de la misma, consiguiendo escaño en las elecciones de abril de 2019.
Tras el final de la xiii legislatura en septiembre del mismo año, y formados los nuevos comicios para el mes de noviembre, Sayas repitió como cabeza de lista, ahora volviendo a UPN, consiguiendo revalidar su cargo y asumiendo su segunda legislatura como diputado el 3 de diciembre de 2019. Ya bajo la disciplina del Partido Popular, en las elecciones generales de julio de 2023 fue elegido diputado para una tercera legislatura (2023-2027).
En enero de 2020, Diario de Navarra publicó un listado con los 20 navarros más influyentes en la política, la economía y la empresa, estando Sergio Sayas en la sexta posición de dicha lista.

## Polémicas
Siempre se ha posicionado en contra de la impartición del euskera en Navarra. Ante la emisión de ETB3 (canal infantil en euskera), en la Comunidad Foral, señaló que "quieren resetear cerebros a través de la televisión". También fue polémico el tuit en inglés del 21 de febrero de 2012, en el que criticaba el euskera con múltiples fallos ortográficos; tuit que eliminó posteriormente.
El 4 de febrero de 2022, siendo diputado del Congreso, rompió la disciplina de voto de su partido, que había pactado con el PSOE apoyar la reforma laboral, pese a haber dicho que cumpliría con lo pactado por el órgano interno del mismo. Tras esto, la ejecutiva de UPN suspendió de militancia a Sayas, así como al otro diputado, García Adanero, con carácter inmediato por plazo de dos años y seis meses. Estas dos expulsiones fueron apoyadas por el 80% del consejo político de UPN, compuesto por 232 representantes. El 1 de marzo de 2022 se hizo efectiva dicha sanción y UPN acordó suspenderle temporalmente de militancia.
Tras votar en contra de lo pactado y ante acusaciones de haber sido «comprado» por el Partido Popular, en febrero de 2022 declaró en la Cadena Ser y en La Sexta que no se integraría en las listas del PP. En enero de 2023, llegó a un acuerdo con la dirección del Partido Popular para concurrir bajo sus siglas a las elecciones forales y municipales de 2023.